# 嘉定碘泡虫
嘉定碘泡虫（学名：Myxobolus kiatingensis）为碘泡科碘泡虫属的动物。在中国，分布于四川等，营寄生生活，寄生在乐山棒花鱼的鳔。